# Philipson (släkt)
Philipson är en svensk släkt av judisk börd som härstammar från Philip Jeremias (1752–1828) som 1789 inflyttade till Norrköping från Schwan i Mecklenburg. Hans efterlevande tog namnet Philipson och kom att prägla Norrköping starkt under framförallt 1800-talet genom sin företagsamhet och filantropi. Bland de filantropiska inslagen märks inrättandet av både Karl Johans park och Folkparken och som grosshandlare och Östergötlands ledande finansiärer under 1800-talet hjälpte familjen bolag som bl.a. Holmens bruk att växa fram.

## Kända medlemmar
- Philip Jeremias (1752–1828), inflyttad till Norrköping i slutet på 1700-talet som köpman.
  - Maria Miriam Davidsson (1786–1843), genom giftermål med den från Polen invandrade Isak ben-David Davidsson anmoder till den judiska släkten Davidsson.
    - Wilhelm Davidson (1812–1883), konditor och krögare som även var känd under namnet Hasselbackskungen efter restaurangen Hasselbacken som han grundade.
      - Jeanette Jacobsson (1841–1907), operasångerska (mezzosopran) och skådespelerska.

    - Henric Isak Davidson (1823–1895), grosshandlare, kommunalpolitiker och förste direktören för Skandinaviska Kreditaktiebolagets kontor i Stockholm.

  - Jacob Philipson (1788–1859), grosshandlare i Norrköping. Inköpte och bebodde Marieborgs herrgård.
    - Beate Levertin (1819–1902), gift med Jakob Levertin som var den förste läkaren av judisk börd i Sverige.

  - Mauritz Philipson (1797–1862), grosshandlare i Norrköping.
    - Carl David Philipson (1827–1899), konsul.
    - John Philipson (1829–1899), grosshandlare, konsul, kommunalpolitiker, riksdagsman och filantrop. Make till Göthilda Magnus från den prominenta Göteborgssläkten Magnus.
      - Erik Philipson (1857–1942), grosshandlare och filantrop i Göteborg.[2]
      - Walter Philipson (1861–1934), advokat och en av innehavarna av O Vallins advokatbyrå i Stockholm. Han var även styrelseordförande i stiftelsen Stockholms konserthus 1919–1932.
        - Carl Philipson (1899–1976)
          - Lennart Philipson (1929–2011), mikrobiolog och professor
            - Tomas J. Philipson (född 1962), ekonom, USA

        - Ivar Philipson (1901–1983), advokat och delägare i advokatfirman Themptander, Wetter och Philipson. Philipson var även verksam i flera judiska hjälporganisationer och gjorde en viktig insats i samband med de danska judarnas flykt över Öresund 1943. På uppdrag av Mosaiska församlingen i Stockholm organiserade Philipson en insamling samt organiserade tillsammans med bl.a. Leif B. Hendil och Ebbe Munck en räddningsaktion.[3]

      - Mauritz Philipson (1871–1948), verkställande direktör för Svenska Handelsbanken 1922-1923.

  - Carolina Philipson (1801–1872), ingift i den välkända judiska Stockholmssläkten Lamm.